# Yelizaveta Səmədova-Ruban
Yelizaveta Səmədova-Ruban, ukr. Єлизавета Самадова-Рубан (ur. 3 marca 1995 w Kijowie) – ukraińska siatkarka, posiadająca azerskie obywatelstwo, reprezentantka Azerbejdżanu, grająca na pozycji przyjmującej.

## Sukcesy klubowe
Mistrzostwo Azerbejdżanu:
- 2015, 2017[2]
- 2016

Puchar Challenge:
- 2023[3]

Mistrzostwo Rumunii:
- 2025[4]
- 2023

Puchar Rumunii:
- 2023[5], 2025[6]

Puchar CEV:
- 2025[7]

## Sukcesy reprezentacyjne
Liga Europejska:
- 2016

## Nagrody indywidualne
- 2016: Najlepsza atakująca azerskiej Superligi w sezonie 2015/2016
- 2017: MVP, najlepsza atakująca i serwująca azerskiej Superligi w sezonie 2016/2017